# Claude d’Auvergne
Claude d’Auvergne, oder Dauvergne, (* ? in Paris; † 1652) war ein französischer Gelehrter und Professor für Hebräisch.

## Leben
Er war Schüler von Siméon Marotte de Muis (1587–1644) und wurde dann sein Freund. Vermutlich übernahm er bald dessen Lehrstuhl für hebräische Sprache am Collège royal. Claude d’Auvergne sammelte und aktualisierte die Werke seines Lehrers nach dessen Tod und veröffentlichte sie im Jahr 1650.
Es ist sicher, dass d’Auvergne 1647 königlicher Professor für Hebräisch war, denn Pierre Padet († 1665) zitiert ihn in der Rede, die er am 1. Dezember desselben Jahres im Collège hielt. Jacques du Chevreul tat dasselbe im April desselben Jahres in seiner Rede zur Einsetzung des Lehrstuhls für Philosophie am selben Ort.
Pierre Padet zufolge beherrschte d’Auvergne das Hebräische besser als jene Juden, die diese Sprache am besten beherrschten. Jacques du Chevreul (1595–1649) verglich ihn mit Valérien de Flavigny († 1674). Claude d’Auvergne war 1652 noch königlicher Lehrer und starb vermutlich noch im selben Jahr. Es scheint, dass er keine persönlichen Aufzeichnungen hinterlassen hat.